# Comadre
Comadre war eine Screamo-/Hardcore-Band aus dem kalifornischen San Carlos.

## Geschichte
Die Band gründete sich im März 2004 als Nachfolgeprojekt der aufgelösten Gruppen One’s Own Ruin und Heart Cross Love.
Mit Coffein veröffentlichte die Band ihre erste Demo-EP, das erste Album folgte einige Zeit danach. Mit Songs About the Man als EP-Version und als CD-Version in Albumlänge wurden die dritte bzw. vierte Platte der Gruppe zur Veröffentlichung gebracht. 2007 folgte auch ein Split mit Trainwreck.
2008 ging die Band auf Europatour, unter anderem auch durch Deutschland, Frankreich und die Niederlande. 2013 löste sich die Gruppe auf.

## Stil
Die Band vermischte in ihrem Sound vor allem schnellen, harten Hardcore mit deutlichen Screamo- und Emo-Elementen. Raue schnelle Hardcore-Stücke mit stärkerem geschrienen Gesang wechselten sich mit Screamo-lastigeren Liedern ab.

## Diskografie
- 2004: Coffein (EP)
- 2004: The Youth (Blood Town Records)
- 2005: Songs About the Man (EP)
- 2005: Songs About the Man (Blood Town Records, Coldbringer Records)
- 2006: Burn Your Bones (Adagio Records)
- 2007: Split-Album mit Trainwreck (React With Protest)
- 2009: A Wolf Ticket (Adagio Records)
- 2010: Split-EP mit Glasses
- 2013: Comadre (Vitriol Records, Cosmic Note Records)

### DVDs
- Dance With Your Hips